# Cantharidus opalus
Cantharidus opalus is een slakkensoort uit de familie van de Trochidae. De wetenschappelijke naam van de soort is voor het eerst geldig gepubliceerd in 1784 door Martyn.